# شاهزاده ادوارد، دوک کنت و استراثارن
شاهزاده ادوارد، دوک کنت و استراثارن (انگلیسی: Prince Edward, Duke of Kent and Strathearn; ۲ نوامبر ۱۷۶۷ – ۲۳ ژانویهٔ ۱۸۲۰) سرباز و آریستوکرات اهل پادشاهی متحد بریتانیای کبیر و ایرلند بود. وی همچنین برندهٔ جوایزی همچون نشان سنت پاتریک و نشان بند جوراب شده‌است.